# In&Out
Pour les articles homonymes, voir In and out.
Les Rencontres cinématographiques In&Out est le festival du film LGBT de Nice et de Cannes, aussi appelé In&Out : Festival du Film Queer (depuis 2018).
Le festival est organisé par une association de cinéphiles : « Les Ouvreurs » depuis 2009 à Nice et 2012 à Cannes.
De 2009 à 2011, le festival se nommait Rencontres cinématographiques In&Out : Le Festival du Film Gay et Lesbien de Nice, puis jusqu'en 2017 Rencontres cinématographiques In&Out : Le Festival du Film Gay et Lesbien de Nice et Cannes. Le festival investit différents lieux culturels de la ville de Nice, durant plus d'une semaine de projections. L'évènement se déroule chaque année au mois d'avril, à la période des vacances scolaires.
Depuis la fin de l'année 2011, le festival se dote d'une base line : Nice Queer Film Festival qui reflète la volonté de s'inscrire dans un monde plus universel avec le terme queer.

## Histoire

### Les prémices d'In&Out
Désireux d’offrir au public niçois un festival du film gay et lesbien, Benoît Arnulf organise, sous l’égide d’une association Lesbiennes, gays, bisexuels et transgenres (LGBT) locale qu’il a cofondée[Laquelle ?], des Rencontres cinématographiques en partenariat avec certains cinémas de Nice. Près de 1 000 spectateurs se déplaçant[réf. souhaitée] pour voir la vingtaine de films proposés et rencontrer les réalisateurs invités, Jacques Nolot, Céline Sciamma et Alessandro Avellis.

### In&Out2009: premières rencontres
Le succès public des rencontres 2008 incite Les Ouvreurs à organiser une manifestation identique, sous un nouveau nom : In&Out.
La 1re édition des Rencontres In&Out a lieu du 29 avril au 5 mai 2009, en partenariat avec divers lieux de la culture de Nice. L’éclectisme préside toujours à la programmation qui propose deux rétrospectives (d'une part André Téchiné et d'autre part Olivier Ducastel et Jacques Martineau), un hommage au cinéaste poète Pier Paolo Pasolini, une soirée The Rocky Horror Picture Show, aussi animée dans la salle que sur l’écran, et de nombreux films inédits (Otto ; or, up with dead people de Bruce LaBruce, Donne-moi la main de Pascal-Alex Vincent, Les règles du Vatican d’Alessandro Avellis). Le critique Didier Roth-Bettoni vient présenter son livre, L’homosexualité au cinéma et une exposition de photographies fête le 30e anniversaire des Sœurs de la Perpétuelle Indulgence.

### In&Out2010: «Mémoire & mémoires»
Pour sa 2e édition, In&Out se place sous le signe d’une thématique centrale « Mémoire & mémoires » et poursuit ses efforts de diversité avec près de 30 films projetés. Deux hommages sont rendus, l’un à Magnus Hirschfeld, sexologue munichois du début du XXe siècle qui compte parmi les premiers grands militants de la cause homosexuelle, l’autre à l’écrivain français Hervé Guibert, autour d’une œuvre de mots et d’images bouleversants de sincérité. Des rencontres sont organisées avec les cinéastes Sébastien Lifshitz, Pános Koútras, Olivier Ducastel et Jacques Martineau, Louis Dupont, Jean-Gabriel Périot permettant d’aborder de nombreuses thématiques : la question trans, la déportation des « triangles roses », l’homosexualité dans le sport ou vue de Grèce. Des films inédits de cinéma lesbien sont diffusés : Ghosted de Monika Treut et El Nino Pez de Lucía Puenzo.

### In&Out2011: «Intime»
Les 3e Rencontres In&Out se tiennent du 19 au 27 avril 2011. Cette année-là, l’accent a été mis sur l’Intime, le festival accueillant plusieurs cinéastes qui travaillent à la lumière de cette thématique. Présents au cours du Festival, João Pedro Rodrigues, pour Odete, Mourir comme un homme et O Fantasma, Émilie Jouvet, pour Too Much Pussy! et Vincent Dieutre pour Ea2, EA3, 3e exercice d’admiration : Jean Cocteau, Mon voyage d'hiver, nous proposeront leur regard pour le moins iconoclaste sur les sexualités, le désir ou encore la passion amoureuse. Une fois de plus, In&Out reçoit Céline Sciamma pour Tomboy, son dernier film, récompensé au Festival de Berlin, et Louis Dupont, qui clôt avec Les garçons du Lido sa trilogie sur l'esthétique des corps.
Audace, éclectisme et esprit de nouveauté commandent toujours la programmation, deux tiers des trente films proposés étant inédits à Nice. Cette année, le Festival rend hommage à la mémoire des cultures gays et lesbiennes, au travers du philosophe Michel Foucault, de l’écrivain Jean Genet, du cinéaste allemand Werner Schroeter ou encore du journaliste et militant Jean Le Bitoux. Il faut, entre autres, ajouter une riche programmation de documentaire avec Cuchillo de Palo de Renate Costa qui nous rappelle la douloureuse mémoire du Paraguay sous la dictature d'Alfredo Stroessner ; Beyond Gay, réflexion sur les Marches des Fiertés ou Miwa, à la recherche du Lézard noir de Pascal-Alex Vincent autour d'une icône de la culture japonaise. Plusieurs films sont marqués du sceau « mauvais genre » comme Killer Kondom de Martin Waltz ou encore les deux derniers films avec François Sagat : Homme au bain de Christophe Honoré et L.A. Zombie de Bruce LaBruce.
L'édition 2011 a affiché un record de fréquentation avec plus de 2350 personnes sur 9 jours[réf. souhaitée].

### In&Out2012: «Gender Trouble»
Les 4e Rencontres In&Out ont lieu du 24 avril au 3 mai 2012 à Nice et, pour la première fois, le 5 mai à Cannes. Cette édition, avec la thématique « Gender Trouble » fait directement référence à l'ouvrage éponyme de Judith Butler. Le festival a été suivi par 3 866 spectateurs. Parmi les invités au festival : Bruce LaBruce pour The Raspberry Reich et Fucking Different XXX, Lionel Soukaz pour ses films Race d'Ep, Le Sexe des Anges, Maman que man, Vincent Dieutre pour présenter son dernier film Jaurès, Émilie Jouvet pour son segment du film Fucking Different XXX et son exposition de photographies Dyke Eyes, HPG pour le film Il n'y a pas de rapport sexuel (de Raphaël Siboni), le créateur des Teddy Award Wieland Speck, l’écrivaine Wendy Delorme, la performeuse Louise de Ville et le journaliste Xavier Leherpeur. De jeunes cinéastes étaient aussi présents pour présenter leur film : Thomas Riera, Bérénice André, Chriss Lagg et Coralie Prosper.
À partir de ce festival, une programmation de courts-métrages « Short en Queer » a été mise en place et poursuivie sur les éditions suivantes.

### In&Out2013: «Regards sur la famille(s)»
La session 2013 s'intitule Regards sur le famille.

### In&Out2015: «In&Out fait son coming out!»
Plus de trente longs métrages sont présentés durant ce festival, dont Zomer de Colette Bothof, Je suis à toi de David Lambert, Le Chanteur de Rémi Lange, Je suis Annemarie Schwarzenbach de Véronique Aubouy, Le Cercle de Stefan Haupt, Tru Love de Kate Johnston et Shauna MacDonald, Yo soy la felicidad de este mundo de Julián Hernández ou encore El Tercero de Rodrigo Guerrero. Il faut aussi noter une riche programmation du côté des documentaires, avec Vivant! de Vincent Boujon, The Punk Singer de Sini Anderson, Rien n'oblige à répéter l'histoire de Stéphane Gérard ou encore Too Much Pussy! d'Émilie Jouvet. Cette année encore, plusieurs séances de courts métrages « Short en Queer », dont une consacrée aux jeunes talents du Québec.
En parallèle, l'artiste Tom de Pékin présenter ses dernières toiles, dessins et vidéos à l'occasion d'une exposition qui lui est consacrée.

#### Jury
Pour la première fois, le festival se dote de plusieurs prix (les « Esperluettes ») ainsi que d'un jury. Ce dernier est composé : 
- Xavier Héraud (journaliste à Yagg)
- Émilie Jouvet (réalisatrice et photographe)
- Dana Osi (Vice-présidente du Centre LGBT Côte d'Azur et présidente de l'Association des Transgenres de la Côte d'Azur)
- Didier Roth-Bettoni (historien du cinéma LGBT et écrivain)

#### Palmarès
- Esperluette de la meilleure fiction long métrage : Je suis Annemarie Schwarzenbach de Véronique Aubouy[6]
- Esperluette du meilleur documentaire : Vivant! de Vincent Boujon[7]
- Esperluette du meilleur court métrage : (Re)Trace de Jonathan Lemieux
- Mention spéciale : Iris Moore pour l’ensemble de son travail d'animation
- Prix du jury : Le Chanteur de Rémi Lange
- Prix du public: Guilda. Elle est bien dans ma peau de Julien Cadieux.

### In&Out2016: «Le Crépuscule des Idoles»
Le festival a eu lieu du 19 avril au 24 avril à Nice, le 26 et 27 avril à Beaulieu-sur-Mer et du 28 au 30 avril à Cannes.

#### Jury
- Pavel Cortes (directeur artistique du Premio Maguey du Festival international du film de Guadalajara)
- Stéphane Gérard (réalisateur)
- Karine Lambert (Maîtresse de conférence en Histoire et spécialiste des études de genre)
- Erwann Le Hô (président du Centre LGBT Côte d'Azur)

#### Palmarès
- Esperluette du meilleur long métrage : Avant l'aurore (sous le titre De l'ombre il y a) de Nathan Nicholovitch[9].
- Esperluette du meilleur documentaire : Oriented de Jake Witzenfeld
- Esperluette du meilleur court métrage : 11 Life Lessons From An Awesome Old Dyke d'Allison Khoury
- Mention spéciale : David d'Ingéo pour sa performance dans Avant l'aurore (sous le titre De l'ombre il y a) de Nathan Nicholovitch
- Prix du jury : 1992 d'Anthony Doncque
- Prix du public pour le meilleur long métrage : Théo et Hugo dans le même bateau d'Olivier Ducastel et Jacques Martineau
- Prix du public pour le meilleur court métrage : 11 Life Lessons From An Awesome Old Dyke d'Allison Khoury

### In&Out2017: «Dissidences»
L'édition 2017 du festival se déroule en deux parties : celle de Cannes (du 30 avril au 2 mai) et du Nice (du 24 au 30 avril),.
Pour la sixième année à Cannes, le festival du film gay et lesbien propose quatre jours de cinéma queer, avec sept films et quelques courts métrages : le retour poético-mystique du cinéaste portugais João Pedro Rodrigues (L'Ornithologue) ; le portrait documentaire du photographe américain Robert Mapplethorpe (Mapplethorpe: Look at the Pictures) ; une traversée bucolique de la France au rythme de Grindr (Jours de France), en présence du réalisateur Jérôme Reybaud et de l’acteur Pascal Cervo ; une plongée dans l’homophobie en terres cubaines (Viva) et au Chili (Plus jamais seul) ; la découverte du monde des drag kings (Parole de King !) et le classique Priscilla, folle du désert de Stephan Elliott.

#### Jury
- Karine Espineira, sociologue (Laboratoire d'Études de Genre et de Sexualité)[11]
- Andrea Inzerillo, directeur artistique du Sicilia Queer filmfest
- Jean-Pierre Paringaux, délégué régional PACA - Corse pour Sida Info Service
- Jean-Gabriel Périot, réalisateur

#### Palmarès
- Esperluette du meilleur long métrage : The Nest (O Ninho) de Filipe Matzembacher et Márcio Reolon[12]
- Esperluette du meilleur documentaire : Finding Phong de Phuong Thao Tran et Swann Dubus-Mallet
- Esperluette du meilleur court métrage : Gabber Lover de Anna Cazenave Cambet
- Prix du jury : Pedro de André Santos et Marco Leão
- Prix KLM du public – Meilleur long métrage : Cerveaux mouillés d'orage de Karine Lehmon
- Prix du public – Meilleur court métrage : Herculanum d'Arthur Cahn

### In&Out2018

#### Jury
Pour fêter ses dix ans, In&Out Nice met à l'honneur les spectateurs et les spectatrices et compose alors un jury de quatre cinéphiles, sous la présidence de Jonas Ben Ahmed.

#### Palmarès
- Esperluette du meilleur long métrage : Sauvage de Camille Vidal-Naquet
- Prix du jury : Cassandro the Exotico ! de Marie Losier, film documentaire sur le catcheur Cassandro el Exótico
- Mention spéciale du jury : Mario (film, 2018) de Marcel Gisler
- Prix KLM du public – Meilleur long métrage : Sauvage de Camille Vidal-Naquet

### In&Out2019
La 8e édition à Cannes s'est déroulée du 20 au 23 juin 2019 et la 11e édition à Nice du 25 au 30 juin 2019.

#### Palmarès
- Esperluette du meilleur long métrage : Portrait de la jeune fille en feu de Céline Sciamma[14].
- Prix KLM du meilleur documentaire : Viril.e.s de Julie Alione.

### In&Out2022
La programmation centrée en grande partie sur les questions liées à l’environnement et les luttes LGBTQI+,.

## Autour du FestivalIn&Out

### Séances «Jeune public»
En parallèle, une première Séance « Jeune public » est organisée en 2008, des élèves de la ville de Nice. Le dispositif comprend la projection du film argentin XXY de Lucía Puenzo et un temps d’échange autour des thématiques « homosexualité et genre » avec des intervenants spécialisés.
En 2009, deux séances «Jeune public» ont eu lieu pour des classes d'un Lycée niçois, l’une en salle autour du film argentin Glue de Alexis Dos Santos et l’autre en classe avec des courts métrages de Pascal-Alex Vincent (Far West et Hollywood malgré lui). Les projections sont toujours suivies de débats avec des intervenants spécialisés, amenant les élèves à réfléchir sur les questions relatives à aux sexualités et au LGBT-phobies.
Depuis 2010, Les Ouvreurs organisent des séances scolaires durant le festival In&Out, mais aussi tout au long de l'année, en proposant des interventions en milieu scolaire, toujours avec l'aide du cinéma (longs-métrages ou courts-métrages, notamment avec les films Jeune et homo sous le regard des autres de INPES).

### Quartier d'été
Les Ouvreurs mènent aussi des actions ponctuelles en dehors des dates du festival. L’été 2009 voit ainsi le lancement d’une nouvelle manifestation, Quartier d’été, projections de plein air gratuites au cœur du Vieux-Nice. C’est l’esprit du cinéma populaire qui anime ces séances et le choix se porte sur James Whale, réalisateur homosexuel des grands classiques du cinéma d’épouvante américain des années 1930, avec la projection de Frankenstein, La Fiancée de Frankenstein, L'homme invisible et du biopic Ni dieux ni démons.
Pour la 2e saison de Quartier d’été, en 2010, le choix se porte sur le cinéma des comédies musicales et c’est Cabaret de Bob Fosse qui démarre le festival.

### Journée mondiale contre le sida
Par ailleurs, Les Ouvreurs sont sollicités par le Collectif de lutte contre le sida des Alpes-Maritimes (ACTES, AIDES, ASA, CODES 06, Sida Info Service, CDAG du CG06) pour proposer une programmation cinéma autour du SIDA à l’occasion du 1er décembre, Journée mondiale de Lutte contre le sida. Six films sont proposés dans les cinéma de Nice : Philadelphia, de Jonathan Demme, premier film tourné par un grand studio hollywoodien sur le sida, N’oublie pas que tu vas mourir, de Xavier Beauvois prix du jury au Festival de Cannes 1995, Tout contre Léo, film de Christophe Honoré inédit en salle, The Living End, de Gregg Araki, fleuron du « New Queer Cinema » et le documentaire inédit Sex Positive de Daryl Wein (en), que Les Ouvreurs ont fait sous-titrer pour l’occasion. Depuis, janvier 2011, Les Ouvreurs sont membres du collectif 06 Lutte contre le sida.

### Pink Parade
Juillet 2010, les Ouvreurs s'allient une fois de plus à Sida Info Service et la Fédération nationale de la mutualité française lors de la 7e édition de la Marche des Fiertés niçoise, la Pink Parade (équivalent de la Marche des fiertés à Nice). Les trois associations sont désormais partenaires autour d’actions de prévention de l’homophobie en milieu scolaire, regroupant les Séances «Jeune public» pou encore des colloques à l’occasion de la Journée de lutte contre l’Homophobie, le 17 mai.

### Queer à la Cité
Depuis octobre 2011, Les Ouvreurs ont mis en place une séance mensuelle de cinéma (ou de théâtre) à thématique LGBT dans un théâtre, afin de permettre au public niçois de découvrir ou de redécouvrir des films culte comme The Rocky Horror Picture Show de Jim Sharman ou Edward II de Derek Jarman.

## In&Outet les autres manifestations
Les Ouvreurs nouent des relations avec d’autres festivals et manifestations, LGBT ou non, telles que Pink Screens (Bruxelles), la Queer Palm du Festival de Cannes, Écrans mixtes (Lyon), Chéries-Chéris (Paris), Image+Nation (Montréal, Québec), Queer Lisboa (Lisbonne), Sicilia Queer filmfest (Palerme), le Prix Sebastiane du Festival international du film de Saint-Sébastien (Espagne), le Premio Maguey du Festival international du film de Guadalajara (Mexique), le Teddy Award de la Berlinale (Berlin, Allemagne) ou Polar à Drap.